# سازمان حفاظت محیط زیست
سازمان حفاظت محیط زیست، سازمانی دولتی است که بر نگهداری محیط زیست ایران نظارت دارد. این سازمان زیرنظر ریاست‌جمهوری ایران است که شینا انصاری مسئولیت و ریاست آن را بر عهده دارد.

## تاریخچه
تا دهه ۱۹۵۰ هیچ تلاش سازمان‌یافته دولتی برای حفاظت از حیات وحش در ایران وجود نداشت. تلاش‌های حفاظت از حیات وحش تحت تأثیر جنگ جهانی دوم شکل گرفت، زیرا این جنگ نیروهای اشغال‌گر را با تفنگ‌های مدرن و جیپ‌هایی که برای شکار غزال در دشت‌ها استفاده می‌شد، به ایران آورد. همچنین از نورافکن‌ها برای شکار شبانه حیوانات و از دینامیت برای صید ماهی استفاده شد. برخی از ورزشکاران ایرانی به شدت نگران شدند و شاه محمدرضا پهلوی را متقاعد کردند تا مفاهیم مدرن حفاظت و مدیریت شکار و ماهیگیری را معرفی کند.
اولین تلاش در این زمینه منجر به تشکیل شورای شکار ایران در سال ۱۹۵۷ شد که عمدتاً نتیجه تلاش‌های منوچهر ریاحی، یک تاجر ثروتمند، با همکاری شاهزاده عبدالرضا، برادر ناتنی شاه، بود. مردم در ابتدا با این برنامه مخالف بودند، زیرا شکار، پرندگان، و ماهی‌ها را مانند هوا و آب نعمات خداوندی می‌دانستند و بنابراین، قابل تنظیم و محدودسازی نمی‌دیدند. با این حال، این مفهوم توسط شاه کاملاً حمایت و توسط مجلس تصویب شد.
کوشش دست‌اندرکاران در سال ۱۳۳۵ (قانون شکار، مصوب ۱۳۳۵/۷/۴) منجر به تشکیل دستگاهی مستقل به نام کانون شکار ایران، با هدف حفظ نسل شکار و نظارت بر اجرای مقررات مربوط به آن شد.
در ابتدا، دولت از نظر مالی از شورای شکار حمایت نکرد؛ بیشتر بودجه توسط ریاحی تأمین شد و مدیران استانی به صورت داوطلبانه فعالیت می‌کردند. ریاحی با کمک اسکندر فیروز فعالیت‌های شورا را تا سال ۱۹۶۷ مدیریت کرد، زمانی که مجلس ایجاد اداره شکار و ماهی ایران را تصویب کرد. در آن زمان، ریاحی استعفا داد و فیروز مدیر این اداره جدید شد.
در سال ۱۳۴۶ در پی تصویب قانون شکار و صید (قانون شکار و صید، مصوب ۱۳۴۶/۳/۱۶)، سازمان شکاربانی و نظارت بر صید جایگزین کانون فوق شد. بر اساس قانون اخیر، سازمان شکاربانی و نظارت بر صید، مرکب از وزیران کشاورزی، دارایی، جنگ و شش نفر از اشخاص با صلاحیت بود.
بر اساس ماده ۶ قانون فوق، وظایف سازمان شکاربانی و نظارت بر صید از محدوده نظارت و اجرای مقررات ناظر بر شکار فراتر رفته و امور تحقیقاتی و مطالعاتی مربوط به حیات وحش ایران، تکثیر و پرورش حیوانات وحشی و حفاظت از زیستگاه آنها و تعیین مناطقی به عنوان پارک وحش و موزه‌های جانورشناسی را نیز دربر گرفت.
تلاش‌های اسکندر فیروز، باعث شد کانون شکار به سازمان شکاربانی و نظارت بر صید بدل شود که نقشی مهم در حفاظت از طبیعت ایران داشت؛ سازمانی که برگزاری کنوانسیون رامسر از دستاوردهای فعالیت‌های آن است.
شورا نه تنها ساختار اداری اولیه و مقررات ملی شکار و ماهی را پایه‌گذاری کرد، بلکه ۱۶ پارک حیات وحش و مناطق حفاظت‌شده مهم ایران را نیز تأسیس کرد که اکنون تعداد آن‌ها به بیش از دویست مورد رسیده است. اجرای قوانین و مقررات بسیار سختگیرانه بود و در نتیجه، جمعیت حیات وحش در این مناطق به سرعت افزایش یافت. در سال ۱۹۷۱، اداره شکار و ماهی در اداره حفاظت از محیط زیست ادغام شد که در سال ۱۹۷۴ به سازمان حفاظت محیط زیست (DOE) تبدیل شد. وظایف این سازمان تقریباً شامل تمام وظایف سازمان‌های مشابه در ایالات متحده مانند خدمات ماهی و حیات وحش، آژانس حفاظت محیط زیست و خدمات پارک‌های ملی بود.
در سال ۱۳۵۰ نام سازمان شکاربانی و نظارت بر صید به سازمان حفاظت محیط زیست و نام شورای عالی شکاربانی و نظارت بر صید به شورای‌عالی حفاظت محیط زیست تبدیل شد و امور زیست‌محیطی از جمله پیشگیری از اقدام‌های زیانبار برای تعادل و تناسب محیط زیست نیز به اختیارات قبلی آن افزوده شد.
در سال ۱۳۵۳ پس از برپایی کنفرانس جهانی محیط زیست در استکهلم و با تصویب قانون حفاظت و بهسازی محیط زیست در ۲۱ ماده، این سازمان از اختیارات قانونی تازه‌ای برخوردار شد (قانون حفاظت و بهسازی محیط زیست، مصوب ۱۳۵۳/۳/۲۸) و از نظر تشکیلاتی نیز تا اندازه‌ای از ابعاد و کیفیت سازگار با ضرورت‌های برنامه‌های رشد و توسعه برخوردار شد.
در دهه ۱۹۷۰، وزارت انرژی ایالات متحده (DOE) با دانشگاه ایالتی کلرادو (CSU) روی مسائل مختلف حفاظت از محیط زیست همکاری کرد، از جمله مواردی که مشاوران آمریکایی به پرسنل ایرانی در انجام وظایف مدیریتی کمک می‌کردند. تکنیک‌های سرشماری هوایی برای پایش حیوانات بزرگ در مناطق حفاظت‌شده و تعیین جمعیت‌هایی که از کاهش تعدادشان (کنترل جمعیت) سود می‌بردند، توسعه یافت. در اواخر دهه ۱۹۷۰، ایران به داشتن بهترین مدیریت حیات وحش و مناطق طبیعی در آسیا شهرت داشت و برنامه‌ای داشت که با برنامه‌های اروپایی رقابت می‌کرد. فیروز، مدیر سازمان محیط زیست، همچنین بر موضوعاتی نظیر فرسایش ناشی از چرای بی‌رویه دام‌ها در مراتع و شیوه‌های ضعیف کشاورزی تمرکز داشت. بیابان‌زایی در اطراف بیابان‌های شمالی (دشت کویر) و جنوبی (دشت لوت) نیز مایه نگرانی بود.
اسکندر فیروز، مرداد سال ۱۳۵۶ از ریاست سازمانی که بنیان‌گذار آن بود، کناره‌گیری کرد. پس از آن تا پاییز سال بعد منوچهر فیلی ریاست دستگاه محیط زیست ایران را بر عهده داشت.
پس از انقلاب ۱۳۵۷، کارآیی سازمان حفاظت محیط زیست (DOE) کاهش یافت. با توجه به چالش‌های داخلی و منطقه‌ای ایران، این سازمان به‌شدت از بودجه‌های ناچیز و همچنین مدیریت ناکارآمد و گاهی فاسد رنج برد. به‌طور کلی، دولت در همکاری کافی با بخش خصوصی و دانشگاه‌ها ناکام بوده است. دانشگاه‌های ایران که برنامه‌های زیست‌شناسی حیات وحش ارائه می‌دهند، نظریه حفاظت را آموزش می‌دهند، بدون توجه به مدیریت عملی حفاظت. بنابراین، پارک‌های حیات وحش و سایر مناطق حفاظت‌شده که زمانی در سطح بین‌المللی مورد تحسین قرار می‌گرفتند، رو به زوال گذاشته‌اند. جمعیت حیوانات شکارچی و پرندگان به‌شدت کاهش یافته‌اند. گله‌های گوسفند داخلی وارد این مناطق شده و بیش‌چرانی می‌کنند، که منجر به فرسایش خاک، بیابان‌زایی، کاهش حاصلخیزی خاک و گسترش گونه‌های گیاهی مضر می‌شود. یوزپلنگ‌ها که در مناطق حفاظت‌شده غذا نمی‌یابند، مجبور به سفرهای طولانی شده و توسط کامیون‌ها یا چوپان‌ها کشته می‌شوند. به دلیل کاهش شدید گله‌های حیوانات شکار، شکار در مناطق حفاظت‌شده ممنوع شده است. اما نتیجه این ممنوعیت افزایش شکار غیرقانونی بوده است. محافظان حیات وحش (محافظان شکار) حقوق کمی دریافت می‌کنند و پرداخت حقوق آن‌ها به تعویق می‌افتد. این موضوع باعث می‌شود که به همکاری با شکارچیان غیرقانونی وسوسه شوند. علاوه بر این، محافظان از بیمه‌ای که به دیگر نیروهای مجری قانون ارائه می‌شود، برخوردار نیستند. بنابراین، اگر یکی از آن‌ها در دفاع از خود یک شکارچی غیرقانونی را به قتل برساند، اغلب به زندان می‌افتد یا حتی ممکن است به دلیل ناتوانی در پرداخت دیه به خانواده قربانی، اعدام شود.

## اهداف و وظایف
مهم‌ترین اهداف سازمان به ترتیب اهمیت عبارتند از:
1. تحقق اصل پنجاهم قانون اساسی جمهوری اسلامی ایران به منظور حفاظت از محیط زیست و تضمین بهره‌مندی درست و مستمر از محیط زیست و همسو با توسعه پایدار.
2. پیش‌گیری و ممانعت از تخریب و آلودگی محیط زیست.
3. حفاظت از تنوع‌زیستی کشور، وسعت بخشیدن به منابع طبیعی.

## ریاست سازمان
رئیس سازمان حفاظت محیط زیست معاون رئیس‌جمهور و عضو هیئت دولت است. در حال حاضر شینا انصاری ریاست سازمان حفاظت محیط زیست را در دولت مسعود پزشکیان بر عهده دارد.

### رؤسای سازمان از سال ۱۳۵۰ تاکنون
| رج  | نام و نام خانوادگی | آغاز           | پایان          | دوره                                                     |
| --- | ------------------ | -------------- | -------------- | -------------------------------------------------------- |
| ۱   | اسکندر فیروز       | بهمن ۱۳۵۰      | مرداد ۱۳۵۶     | امیرعباس هویدا                                           |
| ۲   | منوچهر فیلی        | ۱۶ مرداد ۱۳۵۶  | ۲۲ بهمن ۱۳۵۷   | جمشید آموزگارجعفر شریف‌امامیغلامرضا ازهاریشاپور بختیار    |
| ۳   | عباس سمیعی         | اسفند ۱۳۵۷     | ۱ شهریور ۱۳۵۸  | مهدی بازرگان                                             |
| ۴   | تقی ابتکار         | ۱ شهریور ۱۳۵۸  | اسفند ۱۳۵۹     | مهدی بازرگانمحمدعلی رجایی                                |
| ۵   | رضاحسین میرزاطاهری | اسفند ۱۳۵۹     | ۱۹ اسفند ۱۳۶۳  | محمدعلی رجاییمحمدرضا باهنرمحمدرضا مهدوی کنیمیرحسین موسوی |
| ۶   | هادی منافی         | ۱۹ اسفند ۱۳۶۳  | ۱ شهریور ۱۳۷۶  | میرحسین موسویاکبر هاشمی رفسنجانی                         |
| ۷   | معصومه ابتکار      | ۱ شهریور ۱۳۷۶  | ۱۶ شهریور ۱۳۸۴ | سید محمد خاتمی                                           |
| ۸   | فاطمه جوادی        | ۱۶ شهریور ۱۳۸۴ | ۹ شهریور ۱۳۸۸  | محمود احمدی‌نژاد                                          |
| ۹   | محمدجواد محمدی‌زاده | ۹ شهریور ۱۳۸۸  | ۱۹ شهریور ۱۳۹۲ | محمود احمدی‌نژاد                                          |
| (۷) | معصومه ابتکار      | ۱۹ شهریور ۱۳۹۲ | ۲۲ مرداد ۱۳۹۶  | حسن روحانی                                               |
| ۱۰  | عیسی کلانتری       | ۲۲ مرداد ۱۳۹۶  | ۱۱ مهر ۱۴۰۰    | حسن روحانی                                               |
| ۱۱  | علی سلاجقه         | ۱۱ مهر ۱۴۰۰    | ۱ شهریور ۱۴۰۳  | سید ابراهیم رئیسی محمد مخبر                              |
| ۱۲  | شینا انصاری        | ۱ شهریور ۱۴۰۳  | تاکنون         | مسعود پزشکیان                                            |

### وظایف اساسی
- مطالعه عوامل مخرب و آلاینده‌های مختلف محیط زیست
- به‌کارگیری فناوری‌های سازگار با محیط زیست و ارائه دستورالعمل‌های زیست‌محیطی برای مکان‌یابی محل استقرار واحدهای صنعتی بزرگ، کشاورزی و سکونت‌گاه‌های انسانی
- شناسایی و تعیین زیستگاه‌های بحرانی با ارزش زیست‌بومی بالا
- گسترش همکاری‌های منطقه‌ای و بین‌المللی در زمینه محیط زیست
- تهیه و تدوین ضوابط و استانداردهای زیست‌محیطی برای مدیریت و بهره‌برداری از منابع آب، خاک، هوا، مدیریت پسماندها و زباله‌های شهری، روستایی، صنعتی و کشاورزی، کنترل دخالت در اکوسیستم‌ها بر حسب ظرفیت‌های طبیعی آنها
- گسترش آگاهی زیست‌محیطی
- جمع‌آوری، نگهداری و نمایش گونه‌های گیاهی و جانوری از طریق ایجاد موزه‌ها و نمایشگاه‌های مختلف
- اعمال نظارت و دخالت قانونی برای پیشگیری و منع ورود آلاینده‌ها به منابع زیست‌محیطی

## ساختار سازمانی
این سازمان شامل پنج معاونت با نام‌های زیر می‌باشد:
- معاونت محیط زیست انسانی
- معاونت محیط زیست طبیعی و تنوع زیستی
- معاونت محیط زیست دریایی و تالاب‌ها
- معاونت آموزش و مشارکت‌های مردمی
- معاونت توسعه مدیریت، حقوقی و امور مجلس

## بخش‌ها و مجموعه‌های مرتبط

### صندوق ملی محیط زیست
صندوق ملی محیط زیست یک مؤسسه عمومی غیردولتی دارای استقلال مالی، اداری و حقوقی است که برای اعطای تسهیلات به منابع آلاینده و حمایت مالی و همکاری در طرح‌ها و پروژه‌های زیست محیطی و گردشگری طبیعی در سال ۱۳۸۴ تأسیس شد.

### پژوهشکده محیط زیست و توسعه پایدار
پژوهشکده محیط زیست و توسعه پایدار، یک مؤسسه پژوهشی وابسته به سازمان حفاظت محیط زیست و تابع قوانین و مقررات وزارت علوم، تحقیقات و فناوری است. پژوهشکده محیط زیست و توسعه پایدار در سال ۱۳۹۳ مجوز قطعی فعالیت را با سه گروه پژوهشی اقتصاد محیط زیست، ارزیابی و مخاطرات محیط زیست، ایمنی زیستی و تنوع زیستی دریافت نمود.

### یگان حفاظت
یگان حفاظت محیط زیست یکی از زیرمجموعه‌های پلیس پیشگیری نیروی انتظامی جمهوری اسلامی ایران است که بودجه آن توسط سازمان حفاظت محیط زیست تأمین می‌شود. هدف از تشکیل این یگان، پیشگیری و ممانعت از تخریب و آلودگی محیط زیستی، حفاظت از انواع گونه‌های گیاهی و جانوری کشور و مقابله با صید و شکار غیرمجاز و صدور مجوزهای شکار عنوان شده است.

## حواشی

### ایجاد ممنوعیت ورود زنان در اواخر دهه ۱۳۹۰
در سال ۱۳۹۹، همزمان با فرارسیدن فصل جفتگیری مَرال‌ها (گوزن‌های ایران)، سازمان حفاظت محیط زیست ایران، بخشنامه‌ای صادر کرد که حضور زنان فعال محیط زیست و خبرنگاران زن را در مناطق چهارگانه محیط زیست این کشور، ممنوع کرد. هرچند بعداً این موضوع تکذیب شد، اما فرد تکذیب‌کننده، به نحوی موضوع را تأیید کرد و گفت: «حراست یک استان با این ماجرا سلیقه‌ای برخورد کرده است…».